# Осуарій

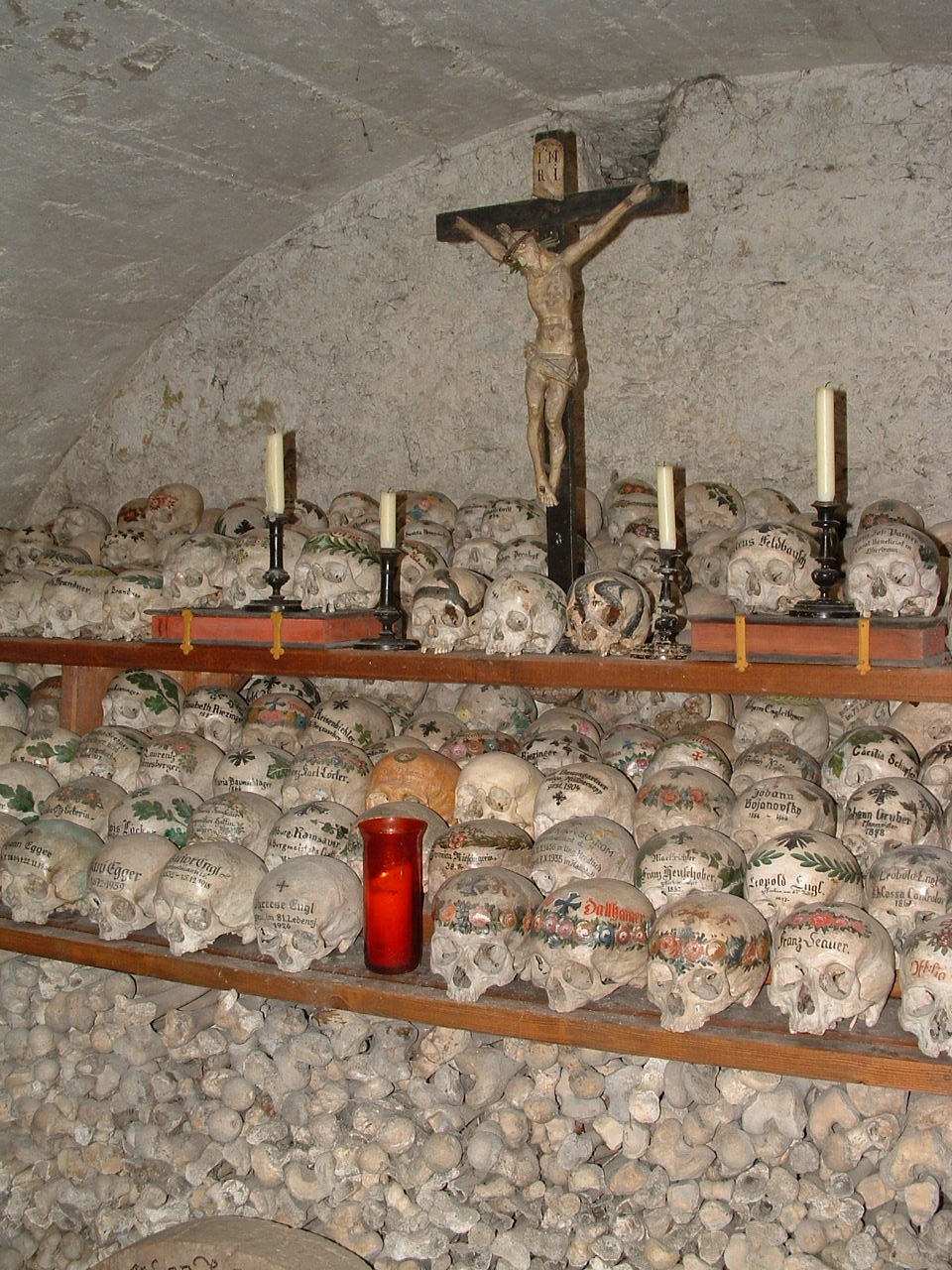
Осуарій в місті Гальштат, Австрія

Осуа́рій, кістни́ця (лат. ossuarium, від os, родовий відмінок ossis — «кістка») — скриня, урна, колодязь, місце або будівля для зберігання кісток померлого. Часто осуарії використовуються там, де місце для поховання обмежене. Спершу тіло ховають у тимчасовій могилі, а за кілька років виймають кістки та розміщують в осуарії.
Існували або існують у зороастрійців, юдеїв, римо-католиків та православних. Традиція зберігати черепи або кістки пращурів у спеціальних або житлових приміщеннях подекуди зустрічається серед деяких інших народів, проте термін «осуарій» в тих випадках не вживається.

## Осуаріїнеоліту
Традиція зберігання кісток померлих зустрічається навіть у неолітичних похованнях. Можливо, вона пов'язана з розвитком заупокійного культу та потребою зберігати прах для забезпечення потойбічного життя померлого або дарування удачі його нащадкам.
Найдавніші осуарії нової кам'яної доби, датовані 6500–6000 р. до н. е., були знайдені у Франції в печерах Беррі-о-Бак. Разом з ними знайшлися риб'ячі кістки та кістки крупних тварин, що дало можливість припустити існування на цьому місці стоянки давнього племені мисливців. Подібні поховання з розчленованих решток двадцяти дорослих і підлітків були знайдені в грецькій печері Алепотрипа і датовані періодом близько 5000–3000 р. до н. е.
У Східній Африці, біля озера Туркана, знайдений так званий «Яригольський комплекс осуаріїв», датований близько 4000 р. до н. е. Він має вигляд низки невисоких курганів, у кожному з яких був проритий невисокий коридор та влаштоване спеціальне приміщення для зберігання скелетів, кераміки та жертовних підношень їжі. З метою уникнути обвалення, стелю земляної кімнати підтримували базальтові колони. Очевидно, ці кургани функціювали багато років, адже раніші поховання поволі відсувалися вбік та доповнювалися новими зв'язками кісток, посудом та їжею, внаслідок чого рештки виявилися змішаними між собою.
До раннього неоліту належить і знайдене у 2001 році в Португалії поховання Каса-де-Моура, яке наразі є предметом дослідження і датування.
Осуарії були знайдені навіть серед так званих менгірів, особливо характерних для Великої Британії та датованих часом зведення Стоунхенджу (3000–2000 рр. до н. е.). Сховище скелетованих решток знайдене також між так званими Заваленим і Малим менгірами в Джерсі. На Мальті, поблизу мегалітичних храмів Таршієн також знайдено підземний осуарій — Хал-Сафліені.

## ОсуаріїАфрики

### Єгипет
Відомо, що зберігання скелетованих решток не було власне єгипетською традицією. Проте у 1914 році в Гізі було знайдене поховання Іду II, яке належало, очевидно, культурі Бадарі (близько 4150 року до н. е.). Це поховання довело, що до винайдення муміфікації єгиптяни практикували зберіганні у саркофагах кісток померлих, і що вірування у необхідність зберіганні тіла для потойбічного існування душі набагато давніше династичного Єгипту. Донедавна не існувало переконливих доказів, що тіло Іду не збереглося само по собі під впливом сприятливого клімату. Проте дослідження Ульріха Везера в університеті Тюбінгена, проведені наприкінці XX століття, довели, що бальзамувальники відокремили м'які тканини від скелету, а потім засипали кістки солями натрію з метою остаточного виведення з них рідини. Потім кістки Іду були піддані «закопчуванню» — тобто обкурювалися димом або, ймовірніше, просочувалися деревними смолами, і лише після цієї процедури викладені у саркофаг.

### Карфаген
Звичай зберігання скелетів був характерний також для Карфагена, фінікійської колонії на північноафриканському узбережжі. При розкопках руїн міста, археолог Делятр знайшов осуарії, на одному з яких був зображений «раб Баалсіллек, що лежить на подушках». До осуарія часто прикріплювалася «трубка для жертовних узливань», через яку спускалися, окрім власне дарунків, таблички з написами. Одну з таких табличок, яка містила прокльони на адресу ворога, знайшли в одному із саркофагів.

## ОсуаріїЦентральної Америки

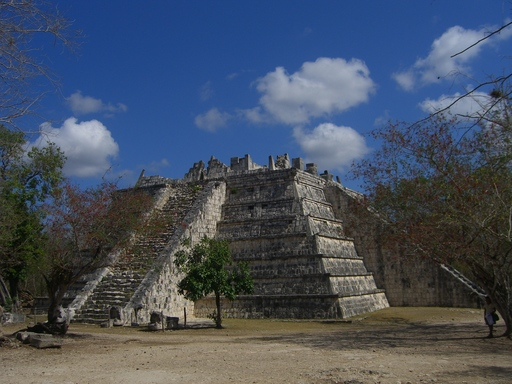
Могила верховного жерця в Чичен-Іці

Серед доколумбових цивілізації Месоамерики, звичай зберігати кістки померлих зафіксований лише у тольтеків і мая, під час археологічних досліджень одного з найбільших міст мая — Чичен-Іци. «Осуарієм» або «могилою верховного жерця» назвали розташовану на південному краю Чичен-Іци чотирикутну східчасту піраміду близько 30 футів заввишки, прикрашену зображеннями бога Кецалькоатля. Тривають суперечки, до якої цивілізації належать знайдені в піраміді поховання, адже архітектура піраміди, незважаючи на її розташування в столиці держави мая, ближча до пуукських або тольтекських споруд. Всередині піраміди між двома колонами археологи знайшли під підлогою облицьовану каменем шахту, що заглиблювалася вертикально вниз до самий підвалин піраміди, яка, як виявилося, була зведена просто над склепіння карстової печери завглибшки близько 36 метрів. Ця печера була осуарієм, на дні якого виявилися людські кістки та заупокійні дари (мушлі, нефрит, гірський кришталь, мідні дзвоники), що свідчили про прижиттєве поважне становище цих померлих у маянському суспільстві.
У сучасних мая також відомий звичай доглядання кісток пращурів, що зберігаються у дерев'яних скринях-осуаріях. Наприклад, в маянському селі Помуч (штат Кампече, Мексика) цій традицій присвячене спеціальне «свято померлих» — Ханаль Пішан, під час якого осуарії виймаються та кожна кістка ретельно полірується і очищується від пилу).

## Австралійськіосуарії

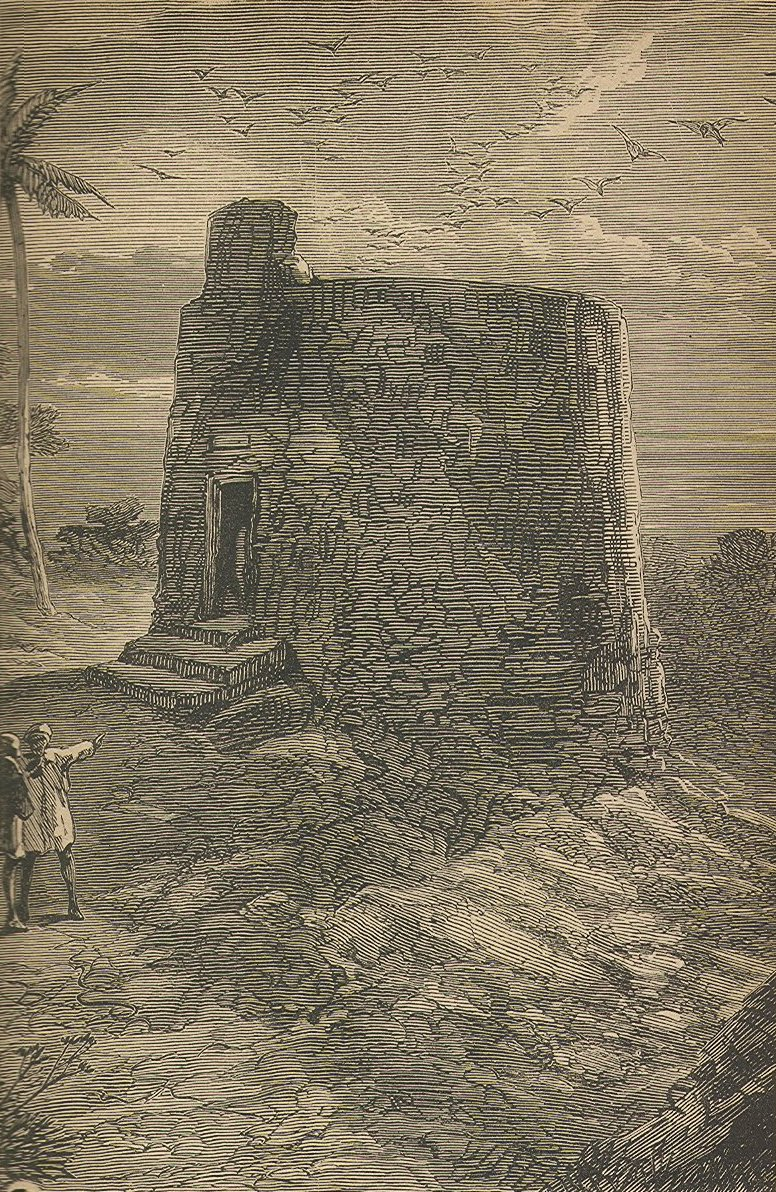
«Вежа мовчання»

Давня релігія австралійського материка у своїй основі є тотемічною, заснованою на сакральному зв'язку людини з духами мисливської здобичі та захисту від злих духів лісу, які заважають здобуванню їжі та насилають хвороби. Звідси подвійне ставлення до померлого, який після смерті ставав або тотемним духом-заступником, або злим та мстивим демоном, якого слід було залякувати чи улещувати, або ж через свою слабкість та необразливість просто ігнорувався. Відповідна різниця у поховальних обрядах особливо помітна в окрузі Кімберлі (Західна Австралія), де тотемними заступниками стають померлі воїни, яких після їх смерті символічно «з'їдають» (характерне поїдання тотема на знак єдності з ним), потім виставляють на платформі до повного відокремлення м'яса від кістяка, і, зрештою, кістки укладають в осуарій, що ставиться під скельний навіс, присвячений тотему племені. Збереглися нечіткі спогади, що подібний звичай існував і на острові Тасманія поблизу австралійського материка, але там зберігалися не кістяки, а виключено черепи.

## Зороастрійські осуарії
Зороастризм забороняв ховати померлих в землі, топити їх чи спалювати, тому в цій релігії існує традиція відразу ж відносити небіжчиків спочатку до спеціальної будівлі — кеду, а потім — на віддалене від населеного пункту узвишшя — дахму. Там труп залишався протягом року, поки м'ясо не стлівало, не раздзьобувалося птахами чи не обгризалося собаками, яких спеціально утримували з цією метою. Висушені на сонці та овіяні вітром кістки вже вважалися чистими, більш того — вони втілювали, за віруваннями зороастрійців, частку душі померлого. Ці кістки збиралися та розташовувалися у спеціальних сховищах — наусах, які часто називали «вежами мовчання». Звичайно, що в цих осуаріях дуже рідко можна було знайти цілий кістяк чи навіть цілий череп, зазвичай це були відокремлені одна від одної кістки.

### ОсуаріїСередньої Азії

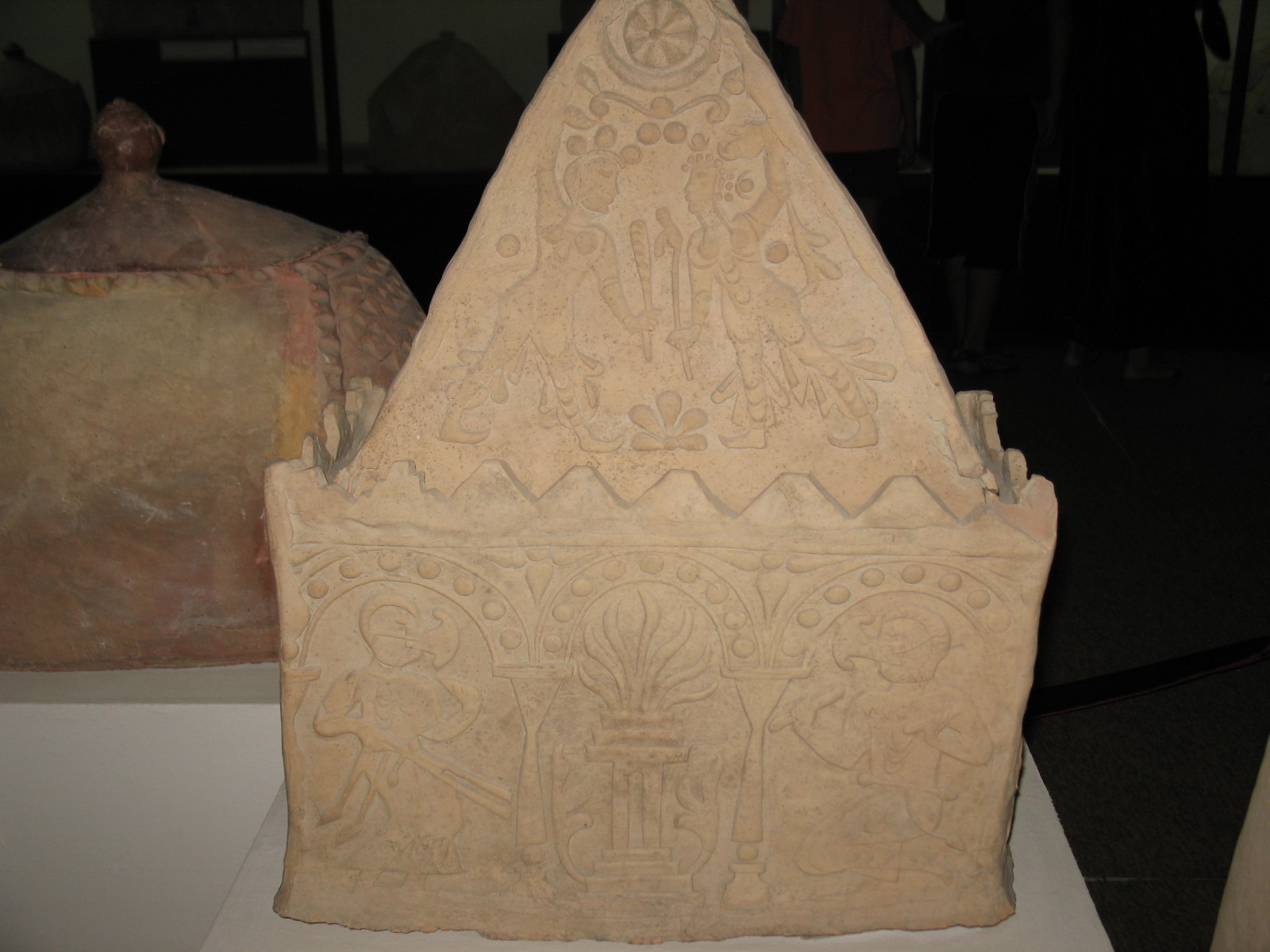
Согдійський осуарій

Використання осуаріїв для поховання померлих було поширене до періоду Середньовіччя у Хорезмі, Согдіані та Семиріччі. Ця традиція виникла під впливом зороастризму, поширеного у цих місцевостях. Найдавніші осуарії були знайдені на території Хорезма. У ранньому середньовіччі осуарії були дуже поширені в Согдіані, на території сучасної Самаркандської області Узбекистану.
Для цих регіонів характерні керамічні осуарії, виготовлені у формі скринь. Кожна стінка та дно осуарія виготовлялися окремо, а потім з'єднувалися один з одним. На низці знайдених осуаріїв є малюнок у вигляді штампу, що наносився як на лицьову, так і на бічну стінки. Також характерне декорування у вигляді різноманітних орнаментів. Археологи також знайшли осуарії з сирого невипаленого глею, овальної форми, з гладкими стінками без орнаментів.
Багато осуаріїв-трун було знайдено при розкопках в Хорезмі, де населення протягом кількох століть, до прийняття ісламу, використовувало подібну форму поховання. Для стародавнього Хорезма характерні осуарії у вигляді пустотілих керамічних скульптурних зображень людей та тварин. Найдавніші зразки таких статуарних посудин належать до IV–III століть до н. е. З подібних осуаріїв найвідомішими є скульптура жінки, що стоїть, вдягнута в сукню і жупан, та статуетка чоловіка, що сидить в кріслі.

## Юдейські осуарії

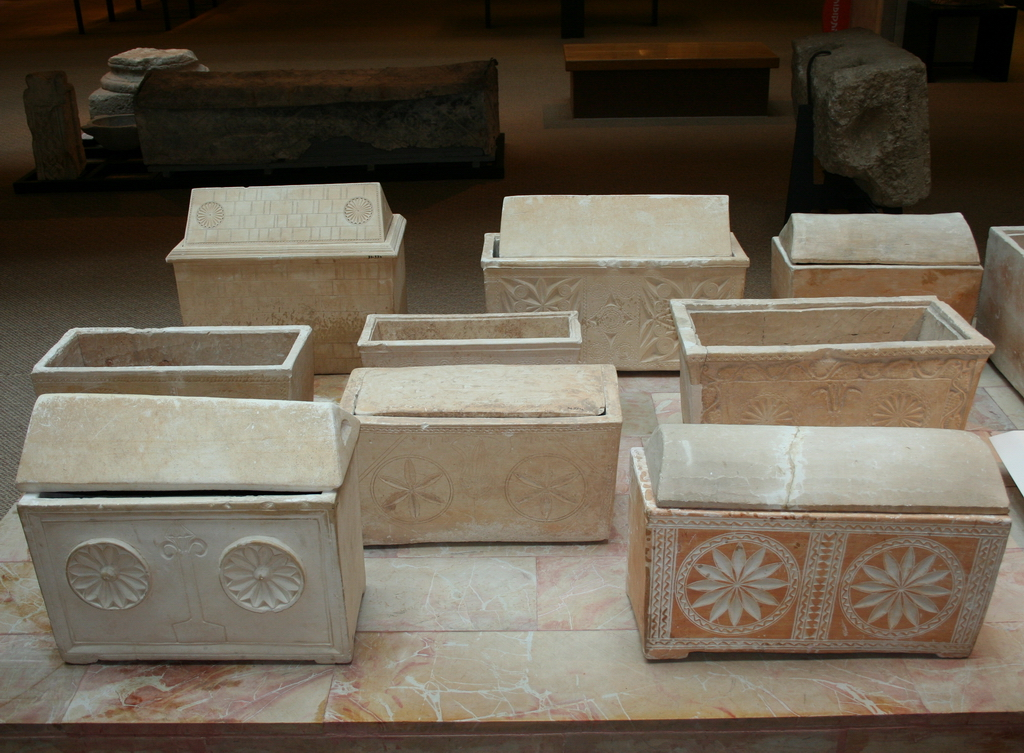
Юдейські осуарії

Традиція зберігання кістяків з'явилася в Юдеї за часів Другого Храму, це пов'язують з дефіцитом місця в родинних склепах у зв'язку із збільшенням населення. У цей період єврейські мудреці сперечалися, чи був день збирання кісток батьків для повторного поховання днем туги чи радощів; вирішили, що це був день вранішнього посту та бенкету вдень. Після зруйнування Другого Храму та розсіювання євреїв, традиція повторного поховання в осуаріях не збереглася. З поширенням християнства в Палестині старі осуарії з юдейських некрополів почали використовуватися як релікварії.
Під час «першого» поховання тіло померлого розміщувалося в ніші поховальної печери, а приблизно за рік, коли тіло стлівало, кістки складалися у короб, виготовлений, як правило, з єрусалимського вапняку, іноді — з глини. Юдейський осуарій мав вигляд прямокутної скрині, його розміри відповідали в довжину — стегновій кістці померлого, у ширину — тазу, у висоту — загальному об'єму кісток з черепом. Скриня-осуарій мала щільне двосхиле віко, пласке або склеписте. Осуарій частіше за все стояв на землі, іноді — мав невеликі ніжки. Старіші осуарії прикрашені різьбленими візерунками, на пізніших зустрічають релігійні символи, зокрема, менора. Серед написів на осуаріях найпоширенішими були імена небіжчика, арамейською або грецькою мовами, іноді слово «мир» («шалом»), або заборона відкривати цю скриню. Один осуарій міг містити кістки декількох небіжчиків, це робилося для економії місця в поховальних печерах.
Подібні осуарії виявилися надзвичайно важливими археологічними знахідками для вивчення того періоду — окрім антропологічних даних, осуарії часто підписані ззовні, і серед імен багато таких, що згадувалися у Новому Заповіті. У 1968 році при розкопках осуарія в Гіват-ха Мівтар, поряд з Єрусалимом, були знайдені рештки людини, розіп'ятої на хресті. Величезні цвяхи так і залишилися у кістках, оскільки їх, ймовірно, не змогли видалити. Це підтвердило техніку розп'яття, згадану в Євангелії (існувала версія, що засуджених до смерті просто прив'язували до хрестів).
Серед найвідоміших юдейських осуаріїв — осуарій з написом «Сімон, будівничий Храму», осуарій з написом «Елішеба, дружина Тарфона», десять осуаріїв, знайдених у 1980 році в Талпіотській могилі та інші.

### Осуарії персонажів Нового Заповіту
У Новому Заповіті осуарії згадуються, принаймні, двічі:
- у першому випадку Ісус каже: «Горе вам, книжники та фарисеї, лицеміри, що подібні до гробів побілених, які гарними зверху здаються, а всередині повні трупних кісток та всякої нечистости!» (Мт. 23:27[22]). Враховуючи юдейську традицію поховання лише в савані, ці гроби в даному випадку і є осуаріями.
- «А інший із учнів промовив до Нього: Дозволь мені, Господи, перше піти та батька свого поховати. А Ісус йому каже: Іди за Мною, і зостав мертвим ховати мерців своїх!» (Мт. 8:21,22)[23]. Знову ж таки, враховуючи традиції, мова, імовірно, йде про «друге» поховання.

У XX столітті в Єрусалимі, під час археологічних розкопок, були знайдені два осуарії I століття, які, згідно написів на них, можуть належати апостолу Якову та первосвященикові Каяфі.

#### Осуарій Якова

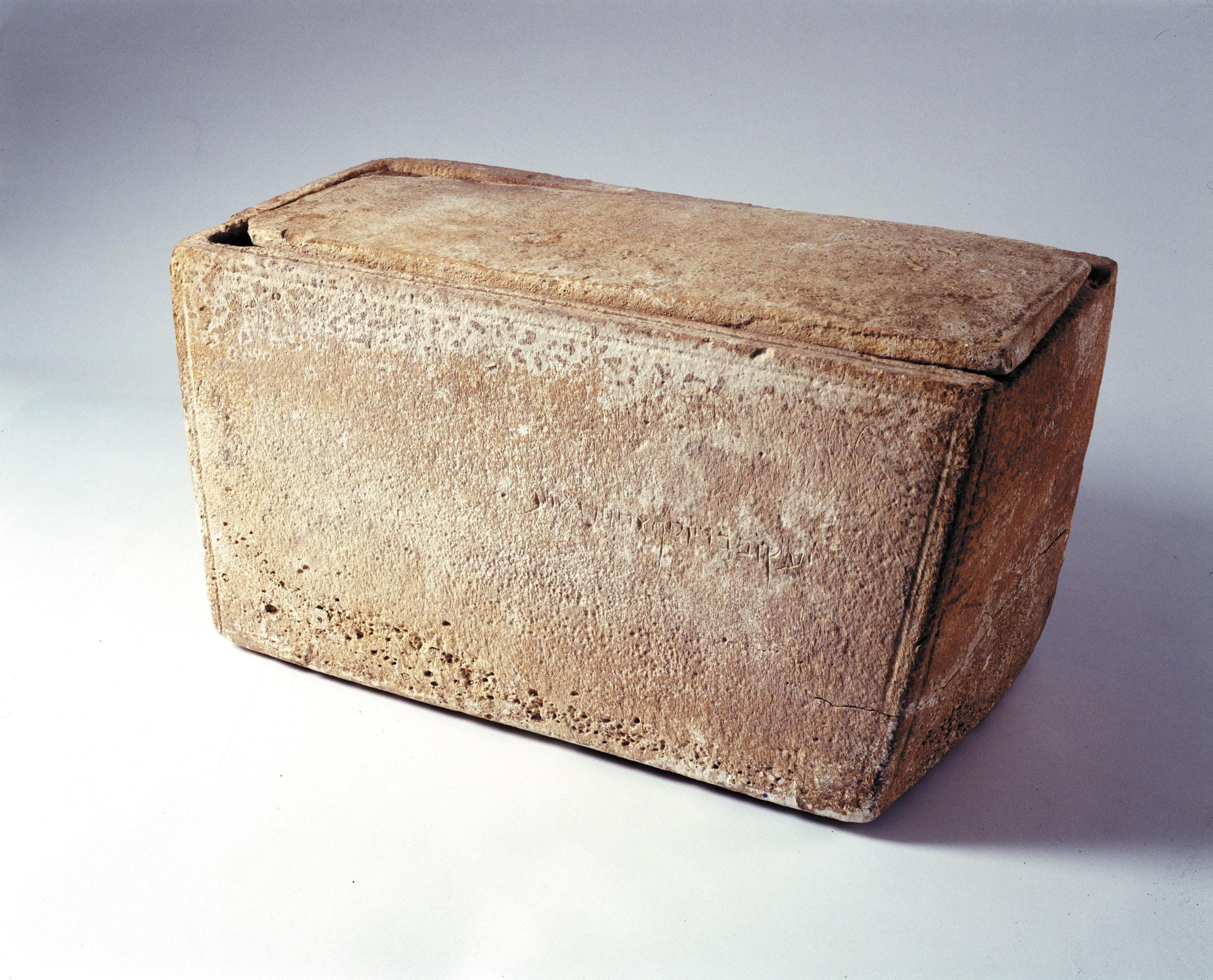
Осуарій Якова

Історія знайдення осуарія Якова точно неясна. Як відомо, у 1989 році ізраїльський колекціонер О. Голан, зайшовши до антикварної лавки, побачив осуарій, що формою нагадував вироби I століття н. е., і придбав його за 700 доларів. До цього моменту раритет змінив, вочевидь, багатьох власників, адже до Голана він потрапив повністю спустошений. Також викликає сумнів той факт, що ані продавець, ані покупець не звернули уваги на напис арамейською мовою на осуарії. Кілька років по тому, знахідкою зацікавився Андре Лемер, викладач Сорбонни, з яким Голан познайомився на одній із світських вечірок в Єрусалимі. Лемер зміг прочитати напис арамейською мовою і переклав його як יעקו בר יוסף אחוי דישוע (hkv br 'usf 'ahi' gh'shu'h), тобто «Яків, син Йосипа, брат Ісуса».
Досі історики не дійшли згоди щодо автентичності осуарія. Противники останньої вказують на наявність на осуарії імені брата, що зовсім не притаманне юдейським осуаріям тієї епохи. Додатковим доказом є те, що більша частина напису («Яків, син Йосипа») зроблена в техніці рельєфу, а інша («…брат Ісуса») — прорізана, наче додана пізніше. Також треба взяти до уваги, що імена «Ісус», «Яків» та «Йосип» були чи не найпоширенішими в Галилеї, проте Андре Лемер вважає, що ймовірність «зустрічі» на осуарії усіх трьох імен саме в такій послідовності сягає не більше 1 %. З іншого боку, австралійський експерт, професор Джон Пейнтер, вказує на те, що якби осуарій справді належав Якову, першому єпископу Єрусалима, то напис мав би інше формулювання: «брат Господа нашого Ісуса», відповідно до того, як Яків називається у Новому Заповіті.

#### Осуарій Каяфи

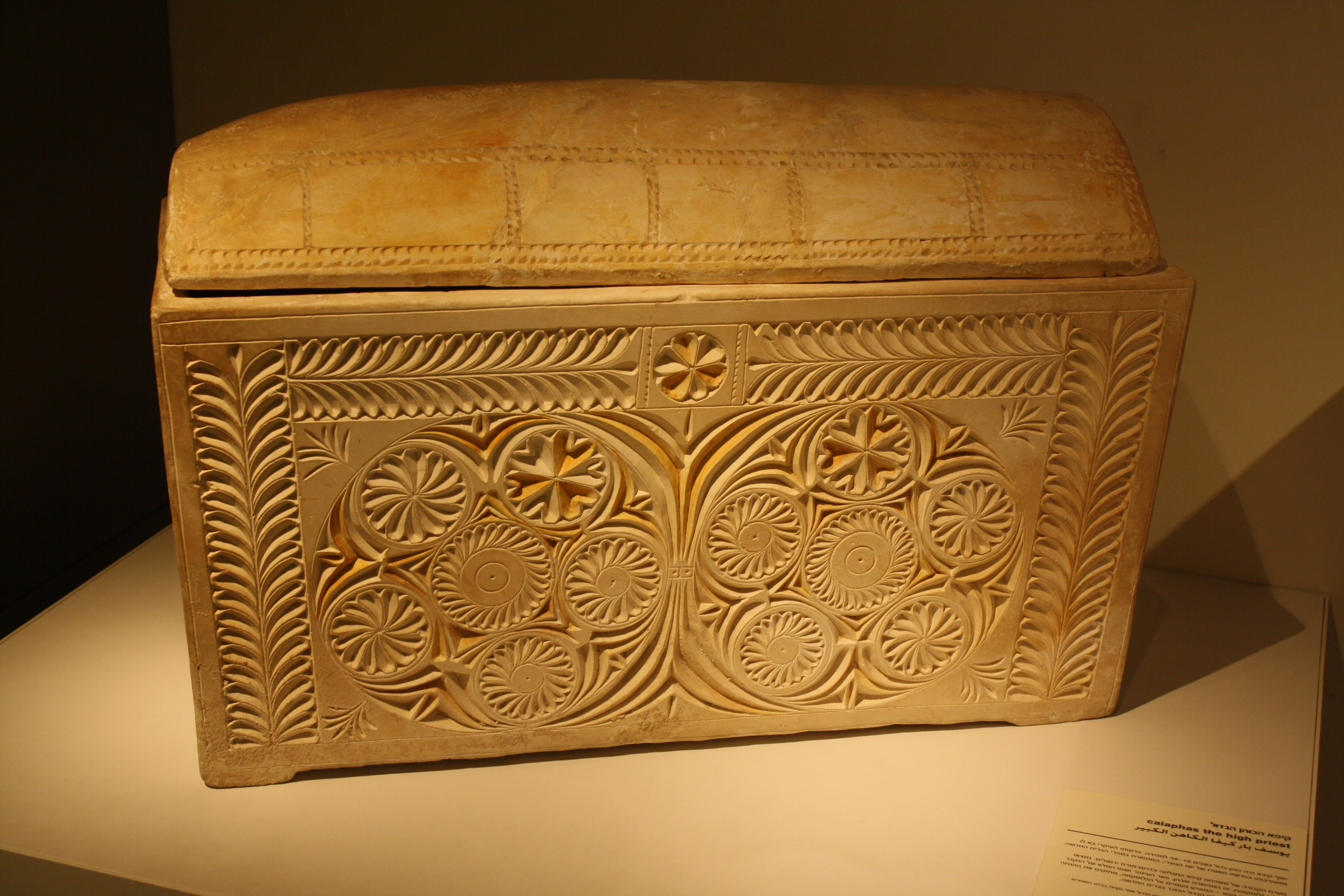
Осуарій Каяфи

Цей осуарій був знайдений випадково, коли у листопаді 1990 року під час будівництва водного парку в Єрусалимі, копачі несподівано пробили склепіння штучної печери, яка виявилася поховальною камерою, запечатаною приблизно з часів другої Юдейської війни (70 р.) Ця камера була поділена перегородками на чотири частини, які містили шість цілих та шість розбитих, імовірно, грабіжниками могил, осуаріїв. На вузькому боці одного з них знайшли напис «'husf br kfa», тобто «Yehosef bar Qafa» — Йосип, син Каяфи.
В осуарії археологи знайшли кістки шістьох осіб: двох немовлят, однієї дитини у віці 2–5 років, підлітка років 13-ти, дорослої жінки та чоловіка віком близько 60 років. Ймовірно, останній кістяк і належить первосвященикові. По закінченню досліджень, рештки були передані ізраїльському міністерству із справ релігій та поховані на Оливковій горі. Цікаво, що до рота померлого поклали монетку — така дія характерна для грецького, а не юдейського звичаю.

### Осуарії з Талпіотського склепу
У квітні 2007 року вийшов документальний фільм «Втрачена могила Ісуса» (англ. The Lost Tomb of Jesus), в якому стверджувалося, що знайдено родинний склеп Христа.
Дійсно, у 1980 році в Східному Талпіоті, одному з житлових районів Єрусалиму, під час будівництва було відкрито склеп, де зберігалися десять осуаріїв, датованих 30–70 роками I століття. Датування проводилося за типом поховання — тіла, завернуті у плащаниці, помістили в осуарій вже після того, як кістки відокремилися від плоті. За ізраїльськими законами, будівництво негайно зупинилося і на його місце прибули археологи, очолювані Шимоном Джибсоном.
На одному з осуаріїв знайшли напис «Ісус, син Йосипа», на іншому — «Осій» (що збігається з ім'ям одного з братів Ісуса в Євангеліях), ще на двох були імена Марії та Маріамни, чоловіка на ім'я Маті (Камерон ототожнив його з апостолом Матвієм) і, зрештою, — Юди, сина Ісуса. Окрім того, в склепі було вільне місце, де, на думку Камерона, продюсера фільму, мав стояти одинадцятий саркофаг, що належав Якову, брату Ісуса.
ДНК-аналіз решток показав, що одна з Марій не є родичкою Ісуса, тому можна припустити, що це була дружина — у родинний склеп не могла потрапити стороння жінка. Крім того, аналіз нальоту на стінках осуарія Якова та осуарія Ісуса нібито дав однаковий результат, це доводить, що обидва осуарії довго перебували в одному й тому ж місці.
Проте знахідка викликала багато сумнівів. Наприклад, на осуарії Марії (точніше Маріамни) напис може означати «Маріамна, відома як власниця…», що не дає ототожнити її с біблейською Магдалиною, а за іншою версією — «Маріамна е Мара», що може означати, що в осуарії поховані дві жінки — Маріамна та її сестра або близька родичка на ім'я Марфа. До того ж, напис «Ісус, син Йосипа» дуже стертий, тому його розшифровка має досить приблизний характер.

## Католицькіосуарії
Католицькі осуарії є, як правило, відкритим сховищем кісток у склепах чи каплицях. Зазвичай це засіб економії місця на цвинтарях. Найвідомішим осуарієм є паризькі катакомби, де зберігаються рештки більш ніж 6 мільйонів осіб. Іншими відомими осуаріями є осуарій при церкві Санта-Марія-делла-Кончеціоне в Римі, Каплиця кісток (порт. Capela dos Ossos) в португальському місті Евора та осуарій в Седліце, передмісті чеського міста Кутна Гора, де кістки використані в оформленні каплиці.
У Південній Америці найвідомішим осуарієм є катакомби поблизу монастиря святого Франциска в Лімі, столиці Перу.
| Назва                                                  | Фото | Місцезнаходження     | Опис |
| ------------------------------------------------------ | ---- | -------------------- | --- |
| Осуарій в Гальштаті                                    |      | Австрія, Галльштат   | Осуарій виник через нестачу землі для поховань. Кожні 10 років, починаючи з XVI століття на місцевому цвинтарі кістки померлих відкопувалися, відбілювалися, черепи розписувалися (на них писали дані про ім'я, професію та дату смерті померлого) та виставлялися на загальний огляд у місцевій каплиці святого Михайла. |
| Осуарій в церкві Санта-Марія-де-Вамба                  |      | Іспанія, Вамба       | Кістки в осуарії датовані періодом від XIII до XVIII століття. Тут зберігаються черепи понад 3 000 ченців |
| Каплиця-осуарій при церкві Сан-Бернардіно-алле-Осса    |      | Італія, Мілан        | Осуарій зведено у 1210 році, коли на сусідньому цвинтарі закінчилося місце для поховань |
| Кладовище Фонтанеллі                                   |      | Італія, Неаполь      | Осуарій споруджений у природних печерах у підніжжя пагорба Матердей. Першими похованнями були жертви чуми 1656 року. Наприкінці XVIII століття з ініціативи місцевого священика мешканці почали приводити поховання до ладу, так виникла традиція догляду за безіменними черепами. Їм дають імена, прикрашають квітами, моляться за померлого, питають в нього пораду.                                                                                         |
| Крипта капуцинів у церкві Санта-Марія-делла-Кончеціоне |      | Італія, Рим          | Осуарій створено у середині XVII століття, коли до крипти церкви були перенесені кістки із старого цвинтаря капуцинів, який розташовувався поблизу фонтана Треві. Загалом в крипті зберігаються кістки близько 4 000 ченців, померлих у період з 1528 по 1870 роки. У п'ятому залі крипти міститься скелет принцеси Барберіні, племінниці папи римському Сікста V, яка померла у дитинстві.                                                                    |
| Церква святої Урсули                                   |      | Німеччина, Кельн     | У так званій Золотій кімнаті зберігаються рештки святої Урсули та 11 000 дів, за легендою, вбитих гунами. Точна кількість осіб, рештки яких покояться в церкві, невідома. |
| Каплиця черепів                                        |      | Польща, Кудова-Здруй | Осуарій виник наприкінці XVIII століття, коли місцевий парох Вацлав Томашек протягом 18 років збирав людські рештки, очищував їх та розміщував у каплиці святого Варфоломея. Каплиця прикрашена більш ніж трьомастами черепами, а в підвальних приміщеннях зберігаються рештки ще 21 тисячі осіб. Тут поховані учасники Тридцятирічної війни, трьох Силезських воєн, жертви сифілісу, чуми, холери та голоду.                                                  |
| Capela dos Ossos (укр. Каплиця кісток)                 |      | Португалія, Евора    | Осуарій створений у XVI столітті францисканським ченцем, який прикрасив стіни каплиці людськими кістками. Використано близько 5 000 кістяків. |
| Катакомби Парижа                                       |      | Франція, Париж       | Осуарій створений наприкінці XVIII століття у закинутих катакомбах Томб-Ісуар, на глибині 17,5 метрів. Первісно до осуарія привозили людські рештки з цвинтаря Невинних: близько двох мільйонів скелетів протягом п'ятнадцяти місяців вночі вивозили з цвинтаря, дезинфікували та складали в кар'єр. Пізніше осуарій поповнився людськими рештками це з сімнадцяти паризьких цвинтарів. Наразі в катакомбах перебувають кістки більш ніж шести мільйонів осіб. |
| Костніца в Седлицях                                    |      | Чехія, Седліце       | Осуарій створений на початку XVI століття внаслідок переносу людських решток з кладовища цистерціанського монастиря. Каплиця декорована більш ніж 40 000 людських кістяків; серед предметів інтер'єру — купи кісток у вигляді дзвонів, розташовані по кутах церкви, величезний канделябр з кісток у нефі, великий фамільний герб Шварценбергів, викладений кістками.                                                                                           |

## Православні осуарії

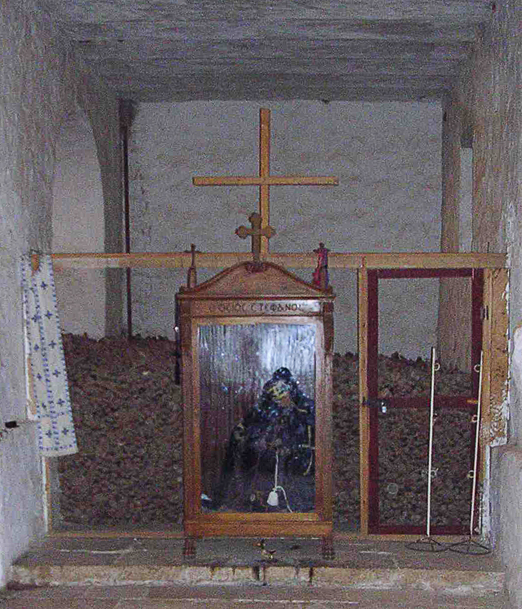
Осуарій Синайського монастиря

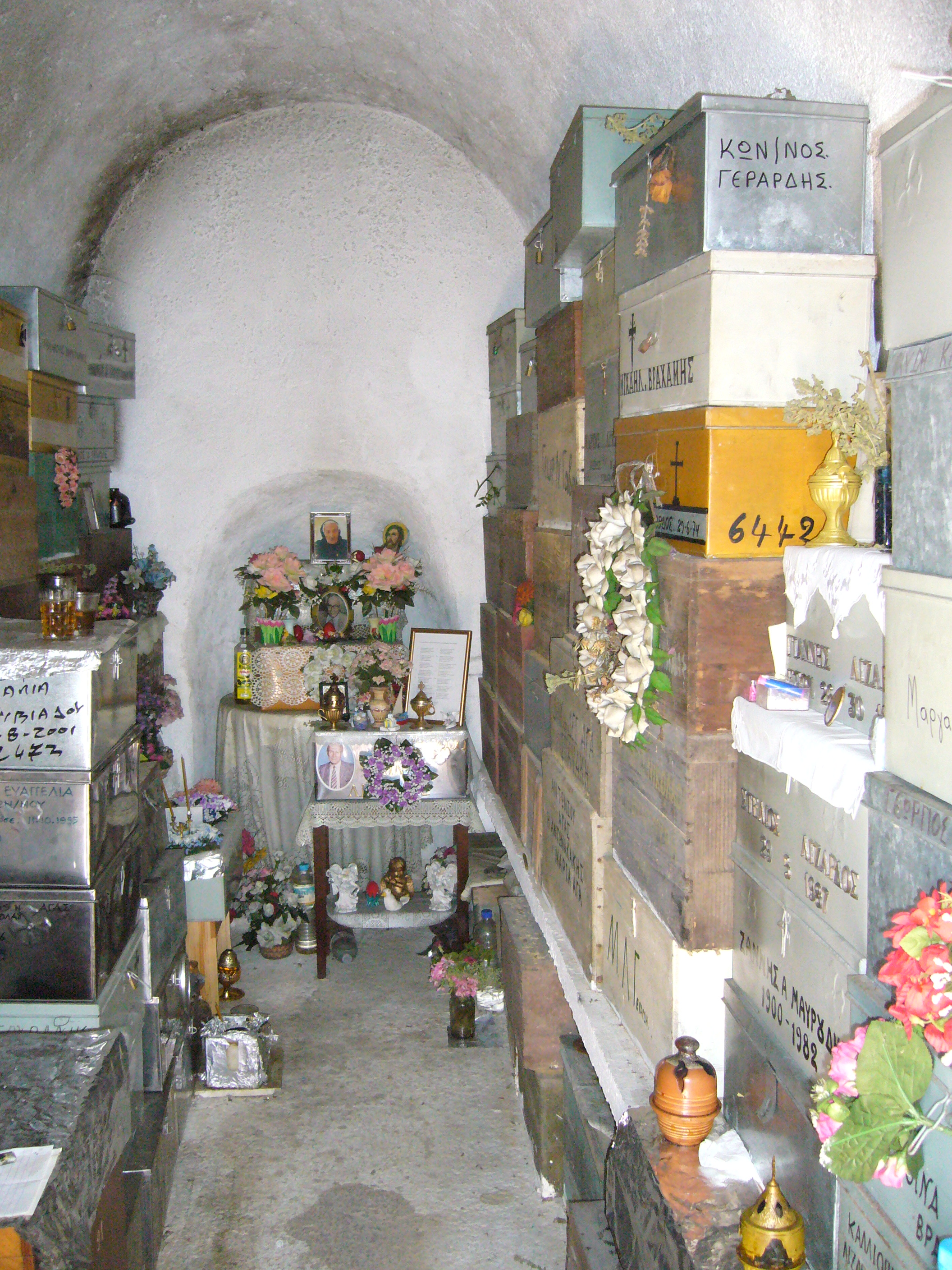
Грецький осуарій

Використання осуаріїв є давньою традицією у православ'ї. До тіла померлого православного християнина ставляться з пошаною, у відповідності до біблійного вчення, за яким тіло віруючого є «храмом Святого Духа», освячене та преображене хрещенням, євхаристією та іншими Святими Таїнствами.
Досить поширене використання осуаріїв у православних монастирях; це пов'язане з тим, що зазвичай монастирі виникали в безлюдних місцях з піщаними чи кам'янистими ґрунтами, в яких була важко влаштувати повноцінний цвинтар. Найвідоміші православні осуарії розташовані в грецьких Афонських монастирях, єгипетському монастирі святої Єкатерини на Синаї, палестинській лаврі Савви Освяченого.
Для поховання влаштовувалося декілька могил (наприклад, в Синайському монастирі їх сім), які використовувалися повторно. Коли помирає хтось із братії, його тіло ховають на строк від одного до трьох років, потім викопують рештки, очищають та складають у церковному склепі. Цікаво, що на Афоні існувала традиція: якщо тіло за три роки повністю розкладалося, це означало, що ченець жив праведно. Якщо є ні, то рештки закопувалися повторно і братія молилася за померлого. Якщо є імовірність того, що померлий був святим, його рештки поміщають у релікварій, так у Синайському монастирі зберігається повний кістяк преподобного Стефана. Рештки ж пересічних ченців зазвичай змішуються між собою, черепи складають в одному місці, кістки — в іншому. Рештки настоятеля можуть також зберігатися в окремому осуарії, виготовленому з дерева чи металу; в Синайському монастирі рештки архієпископів зберігалися в окремих нішах. Монастирські осуарії зазвичай мають аскетичні інтер'єри, але деякі прикрашені фресковим живописом. Наприклад, в осуарії болгарського Бачковського монастиря стіни прикрашені зображеннями святих у квадратних та круглих медальйонах. Зображення виконані у стилі одного з відгалужень провінційного візантійського мистецтва.
В Грецькій православній церкві також можна зустріти використання осуаріїв серед мирян. Небіжчика ховають так само на строк від одного до трьох років, після чого, зазвичай на річницю смерті, збирається родина померлого і священик служить панахиду, після чого рештки викопуються, омиваються вином, напахуються та розміщуються у невеликому дерев'яному чи металевому осуарії, на якому написано ім'я померлого. Осуарій зберігається у спеціальній кімнаті, яка часто розташована в церкві чи поблизу неї.
У Середньовіччі в православному світі осуарії існували не тільки при монастирях. Наприклад, в Херсонесі після X століття на місці багатьох зруйнованих базилік були влаштовані десятки могил-осуаріїв, до яких перенесли кістки померлих, раніше похованих за містом. Такі численні могили-осуарії, розташовані серед житлових кварталів, були характерною рисою міста часів пізнього Середньовіччя.

## Військові поховання

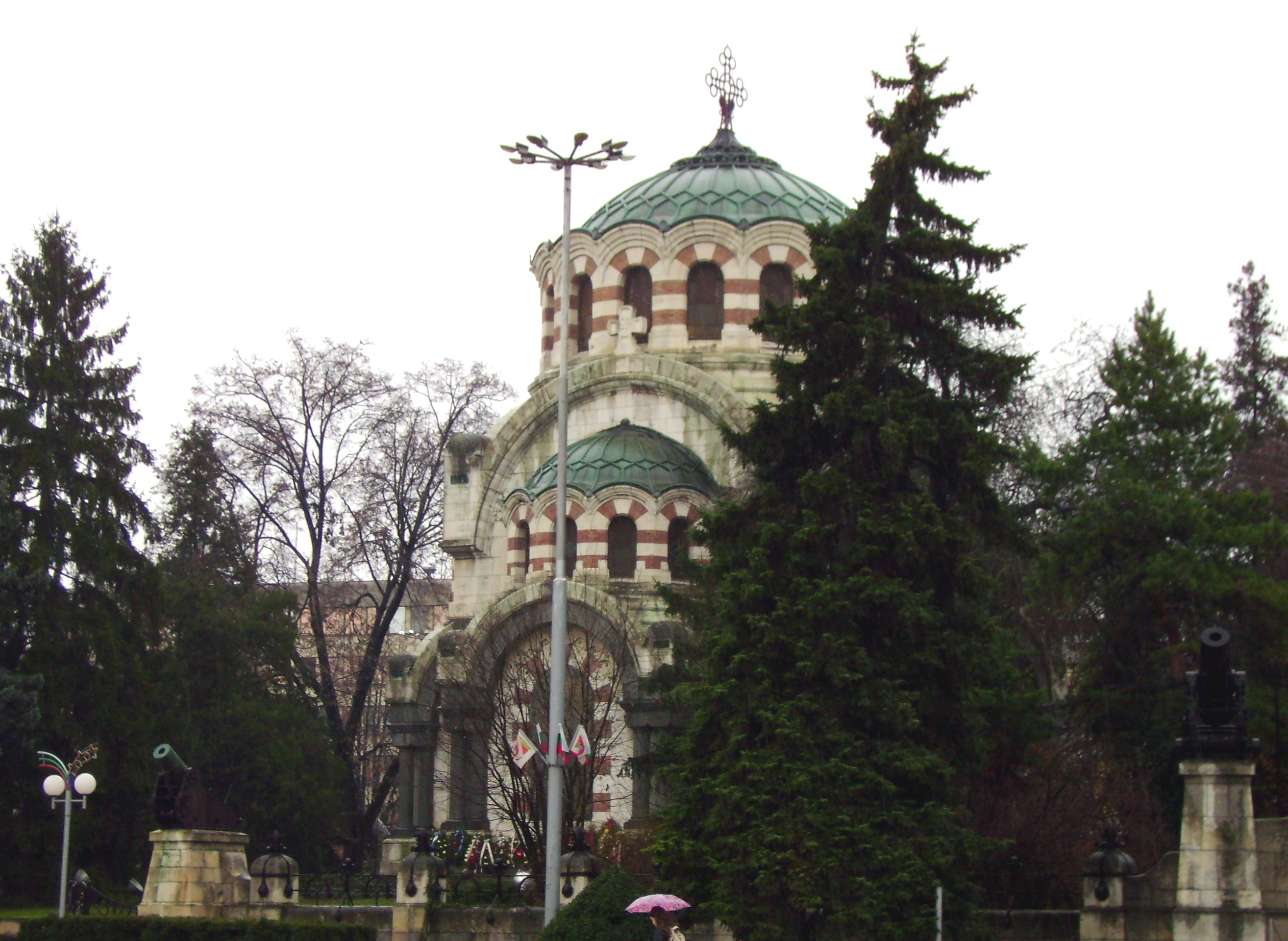
Мавзолей-осуарій в Плевені

Іноді осуарії використовуються для масового поховання загиблих у великих битвах, часто у випадках, коли рештки неможливо ідентифікувати. Наприклад, в осуарії Дуамон (фр. Douaumont), відкритому у 1932 році, зберігаються рештки більш ніж 130 тисяч французьких і німецьких вояків, які загинули у Верденській битві.
У болгарському місті Плевен існує мавзолей-осуарій російських та румунських вояків, які загинули при облозі цього міста протягом російсько-турецької війни.

## Осуарії в Україні
- Дальні та Ближні печери Києво-Печерської Лаври, Київ
- Інкерманський печерний монастир в місті Інкерман, Крим[42]
- Усікновенський скельний монастир в селі Лядова Вінницької області[43][44].

## Осуарії в культурі

### Кіно
- «Костніца» (англ. The Ossuary), 1970 рік, режисер Ян Шванкмайєр
- «Париж. Місто мертвих» (англ. As Above, So Below), 2014 рік